# 原 (津山市)
原（はら）は岡山県津山市にある地名。郵便番号は708-1211。

## 地理
旧・勝加茂村の北東部に位置する。北は新野東、西は坂上、南は安井、東は勝央町植月東、植月北に接する。

## 歴史

### 沿革
- 1872年 - 勝加茂東村東原分、勝加茂東村坂上分、勝加茂東村安井分が合併、勝加茂東村となる。
- 1886年 - 勝加茂東村が勝加茂原村、勝加茂坂上村、勝加茂安井村に分村。
- 1889年6月1日 - 町村制施行により、勝北郡勝加茂原村が同郡上野田村、下野田村、勝加茂坂上村、勝加茂西上村、勝加茂西下村、勝加茂西中村、楢村、勝加茂安井村と合併、勝加茂村となる。勝加茂原村は大字勝加茂原となる。
- 1900年4月1日 - 勝北郡が勝南郡と合併し、勝田郡となる。
- 1955年1月1日 - 勝田郡勝加茂村が同郡新野村、広戸村と合併、勝北町となる。新野東を除き、各村名の冠称部分を省くことになり、大字勝加茂原上は原と改称。

## 世帯数と人口
2021年（令和3年）1月1日現在の世帯数と人口は以下の通りである。
| 町丁 | 世帯数 | 人口  |
| ---- | ------ | ----- |
| 原   | 64世帯 | 143人 |

## 小・中学校の学区
市立小・中学校に通う場合、学区は以下の通りとなる。
| 番地 | 小学校               | 中学校             |
| ---- | -------------------- | ------------------ |
| 全域 | 津山市立勝加茂小学校 | 津山市立勝北中学校 |

## 交通

### 道路
- 国道53号
- 岡山県道415号工門勝央線

## 施設
- 津山市立勝北中学校
- 上賀茂神社

## 勝加茂東村
かつての勝加茂西村が町村制前に西を残して勝加茂西上村などのようになったのに対し、対となる勝加茂東村の側は例えば、勝加茂東原村ではなく勝加茂原村のようになったため、その関係性がわかりにくくなった。勝北町になる際の改称により勝加茂西村側も西の部分がなくなったため、結果としてはともに東西の区別がなくなったことになる。